# (2150) Nyctimene
(2150) Nyctimene (1977 TA) – planetoida z pasa głównego asteroid okrążająca Słońce w ciągu 2,65 lat w średniej odległości 1,91 au. Odkryta 13 października 1977 roku.